# Kinver
Kinver – wieś w Anglii, w hrabstwie Staffordshire, w dystrykcie South Staffordshire. Leży 41 km na południe od miasta Stafford i 178 km na północny zachód od Londynu. W 2001 miejscowość liczyła 6805 mieszkańców.